# Carl Tundo
Carl Tundo, dit Flash,  né en 1973 à Nairobi, est un pilote de rallyes kényan. 

## Biographie
Carl Tundo n'a disputé le Safari Rally dans le cadre du WRC que deux fois, en 1995 (10e), en 2002 (dénommé alors l'Inmarsat Safari Rally, terminé hors-délai) et en 2021 (9e).
Son père, Frank Tundo, né en 1950, a disputé quant à lui le Safari Rally du Kenya entre 1972 et 1987, pour les marques Datsun, Ford, et particulièrement Subaru, franchissant la ligne d'arrivée à 10 reprises (meilleurs résultats: 7e en 1986, 8e en 1978 et 1982, et 9e en 1975).
La famille Tundo est d'origine italienne. 
Carl Tundo possède une ferme à Nakuru.

## Palmarès

### Titres
- Double Champion du Kenya des rallyes, en 2007 et 2009;
- Vice-champion du Kenya des rallyes, en 2005;

### Victoires
- Plus de 11 victoires en rallyes (décompte partiel, établi au 1er mai 2009);

Triple vainqueur du Safari Rally (en championnat ARC):
- Vainqueur ARC du 52e Equator Rally Kenya (KCB Safari Rally) en 2004, sur Subaru Impreza 555 (et 1er du Groupe S) (copilote son compatriote Tim Jessop);
- Vainqueur ARC du 57e Equator Rally Kenya en 2009, sur Mitsubishi Lancer Evo IX (épreuve comptant alors, pour la première fois, au classement IRC - pilote classé 9e de ce dernier) (copilote T.Jessop);
- Vainqueur ARC du 58e Equator Rally Kenya en 2011, sur Mitsubishi Lancer Evo IX (copilote T.Jessop);
  - 2e du 56e Equator Rally Kenya en 2007 (également IRC), sur Subaru Impreza 555 (copilote T.Jessop) (et 2e du groupe N);
  - 3e du 55e Equator Rally Kenya en 2006, sur Subaru Impreza 555 (copilote T.Jessop) (et 1er du Groupe S);
  - 10e du 43e Safari Rally en 1995, sur Subaru Impreza WRX (copilote Matthew Luckhurst) (et 3e du groupe N) (le tout à 22 ans à peine).

## Distinctions
- Kenyan Motor Personality of the Year award: 2006.